# Paul Vasseur
Pour les articles homonymes, voir Vasseur.
Paul Henri Vasseur est un nageur et joueur de water-polo français né le 10 octobre 1884 à Lille (Nord) et mort le 13 octobre 1971 à Saint-Didier (Vaucluse).

## Carrière
Paul Vasseur fait partie de l'équipe de la Libellule de Paris qui remporte la médaille de bronze aux Jeux olympiques de 1900 se tenant à Paris. 
Il participe à l'épreuve de 1 mile nage libre aux Jeux olympiques intercalaires de 1906 mais ne finit pas la course.
Il est sélectionné en équipe de France de water-polo pour les Jeux olympiques de 1912  à Stockholm et de 1920 à Anvers ; les Français sont à chaque fois éliminés au premier tour.
Paul Vasseur se présente à deux épreuves de Natation aux Jeux olympiques de 1908 (100 et 1500 nage libre) ainsi qu'à deux épreuves de natation aux Jeux olympiques de 1920 et ne se qualifie pas pour les finales du 400 m nage libre et du 4 × 200 m nage libre.
Pendant la Première Guerre mondiale, il est blessé à la main droite le 30 avril 1915 aux environs de Soissons alors qu'il est observateur à bord d'un avion.

## Distinctions
- Médaille militaire (12 mai 1915). Il est décoré par le général Dubois.